# Mere (Gyűgy)
Mere (szlovákul: Merovce) Gyűgy város része, egykor önálló falu Szlovákiában, a Besztercebányai kerületben, a Korponai járásban.

## Fekvése
Korponától 28 km-re délnyugatra a Selmec bal partján fekszik.

## Története
1301-ben említik először a Merey család birtokaként. Későbbi birtokosai többek között a Palásthy, Sembery, Matulay, Sárkány és Vajda családok. 1715-ben kisnemesi község kilenc adózó háztartással. 1828-ban 26 háza és 157 lakosa volt. Egy 1864-es feljegyzés szerint egykor a közeli Terény, Teszér és Udvarnok falvakból népesítették be főként magyar ajkú lakosokkal.
Vályi András szerint "MÉRE. Merovce. Tót falu Hont Várm. földes Urai több Uraságok, lakosai katolikusok, és másfélék, fekszik Egeknek szomszédságában, és annak filiája, határja jó, legelője elég, szőlő hegye is jó, tűzre fája van."
Fényes Elek szerint "Mere, tót falu, Honth vgyében, 18 kath., 130 evang. lak. Savanyuviz-forrás. Jó föld és rét. Szőlőhegy. F. u. többen. Ut. p. Szántó."
1910-ben 166, többségben magyar lakosa lakosa volt, jelentős szlovák kisebbséggel. A trianoni békeszerződésig Hont vármegye Ipolysági járásához tartozott. 1960-ban Gyűggyel egyesítették.

## Nevezetességei
- Neoklasszicista kúriája 1867-ben épült, később átépítették.
- A falu harangtornya 20. századi.

## Külső hivatkozások
- Obce info.sk
- E-obce.sk Archiválva 2007. május 28-i dátummal a Wayback Machine-ben
- Mere Szlovákia térképén